# Juan Fernández Miranda
Juan de la Cruz Fernández Miranda (Buenos Aires, 7 de noviembre de 1974) es un exjugador argentino de rugby que se desempeñaba como centro. Es hermano menor del también jugador de rugby Nicolás Fernández Miranda.

## Selección nacional
Hizo su debut en Los Pumas en un Test Match a la edad de 22 años el 27 de septiembre de 1997 contra Uruguay. Ha anotado un total de 165 puntos (5 tries, 13 Penales, 5 drops y 43 conversiones). También jugó en la especialidad "Seven", donde representó a la Argentina en cinco torneos.
Juan Fernández Miranda fue galardonado con el premio Olimpia de Plata de Rugby en 1997.

### Participaciones en Copas del Mundo
Jugó la Copa Mundial de Rugby Australia 2003 donde los Pumas resultaron eliminados en la fase de grupos tras caer derrotados frente a los Wallabies y al XV del Trébol.
| Mundial                       | Sede      | Resultado    | PJ | Tries |
| ----------------------------- | --------- | ------------ | -- | ----- |
| Copa Mundial de Rugby de 2003 | Australia | Primera fase | 2  | 1     |

## Palmarés
- Campeón del Sudamericano de Rugby A de 1997, 2002, 2003 y 2006.
- Campeón del Torneo Nacional de Clubes de 1996, 2001, 2003, 2005 y 2010.
- Campeón del Top 12 de la URBA de 1996, 1998, 2006, 2007, 2008 y 2009.